# Rivonia

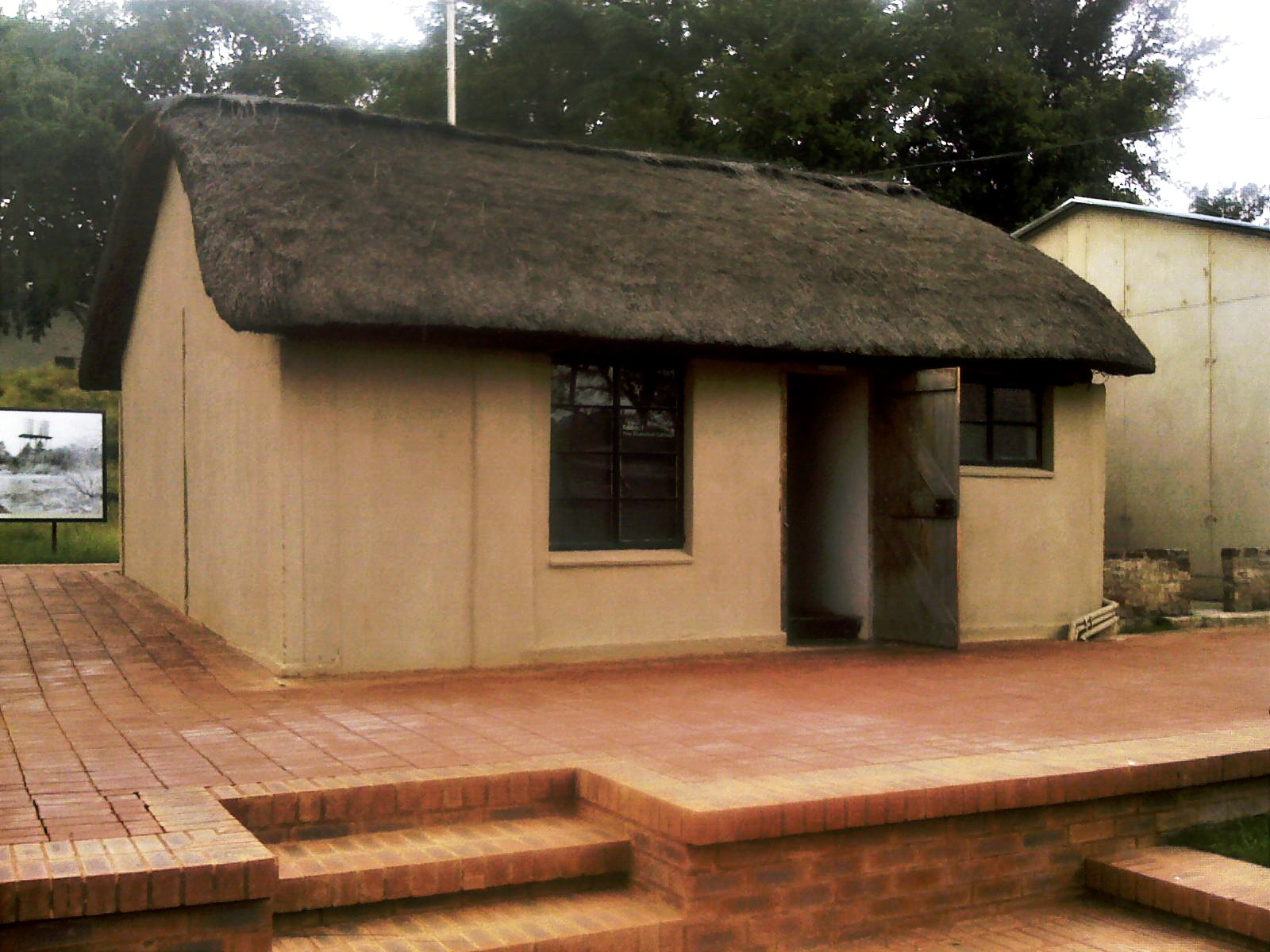
Casa em Rivonia (Winston Avenue) onde diversos ativistas foram presos, em 1963, dentre os quais Nelson Mandela.

Rivonia é um dos subúrbios da cidade sul-africana de Joanesburgo, na província de Gauteng. Hoje constitui-se numa área de comércio, e está situada a 10 milhas do centro da cidade.